# The Apple Tree Girl
The Apple Tree Girl er en amerikansk stumfilm fra 1917 af Alan Crosland.

## Medvirkende
- Shirley Mason som Charlotte Marlin
- Joyce Fair som Margaret Pennington
- Jessie Stevens som Bazin
- Raymond McKee som Neil Kennedy
- Edward Coleman som Willis Hayland